# لئو فرانکو
لئو فرانکو (انگلیسی: Leo Franco؛ زادهٔ ۲۰ مهٔ ۱۹۷۷) دروازه‌بان فوتبال اهل آرژانتین است که آخرین بازی خود را برای باشگاه هوئسکای اسپانیا که در لیگ آدلانته حضور دارد انجام داده‌است. وی همچنین در برای باشگاه‌های اتلتیکو مادرید و گالاتاسارای و تیم ملی آرژانتین بازی بازی کرده‌است.